# Greyson Chance
Greyson Michael Chance (Wichita Falls, Texas; 16 de agosto de 1997) es un cantautor y pianista estadounidense. Su carrera inició en abril de 2010 cuando se hizo conocido por un video suyo interpretando la canción "Paparazzi" de la cantante estadounidense Lady Gaga en un concurso de talentos de sexto grado. Dicho vídeo se convirtió en un éxito en YouTube, contando con una audiencia total de más de 70 millones de visitas.
Dos de sus composiciones originales, "Stars" y "Broken Hearts" -ambas publicadas en su canal de YouTube- tienen más de 5 y 8 millones de visitas, respectivamente. Su sencillo debut "Waiting Outside the Lines" fue lanzado en octubre de 2010 y su álbum debut "Hold On 'til the Night", el 2 de agosto de 2010.

## Vida personal
Greyson Chance nació el 16 de agosto de 1997 en Wichita Falls (Texas) y reside en Edmond, Oklahoma. Es el hijo menor de Scott y Lisa Chance. Tiene dos hermanos mayores, Alexa y Tanner, quienes también comparten su interés por la música. Chance comenzó a tocar el piano a la edad de 8 años y cursó tres años de lecciones de piano, sin embargo, no ha llevado estudios formales de canto.
Sobre su fuente de inspiración, Chance ha comentado: «Me gustan los artistas que son capaces de comunicar sus emociones a través de la música y cantar desde el corazón. Eso es lo que espero lograr con mis canciones.»
Según Chance, lo que le impulsó a realizar la versión de Lady Gaga, fue el verla interpretando "Paparazzi" en los MTV Video Music Awards 2009, y al respecto ha comentado: «Estaba asombrado por su actuación, me gusta su sentido del drama y la teatralidad, además ella es una cantante y pianista increíble.» Chance también se inspira en Christina Aguilera, la banda de rock Augustana, el cantante de R & B John Legend, el cantante y compositor Elton John, Prince y John Lennon.
El día 17 de julio de 2017, Chance publicó una foto en su cuenta de Instagram, revelando su homosexualidad. La declaración fue recibida con apoyo de su público.

## Inicios

### Descubrimiento

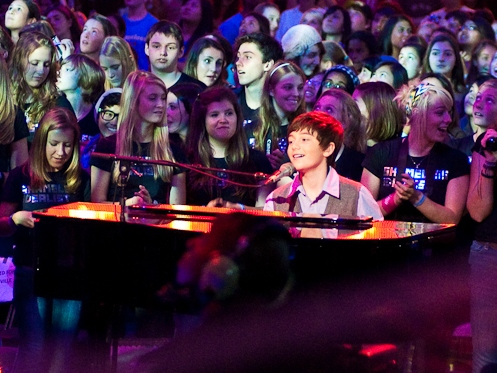
Greyson Chance interpretando 'We day' en 2010

La versión de "Paparazzi" fue publicado en YouTube el 28 de abril de 2010. Dos sitios web sociales, GossipBoy.ca y reddit.com, publicaron reproducciones del vídeo el 10 de mayo de 2010.
Ellen DeGeneres vio el vídeo después que el hermano de Chance, Tanner Chance, le escribiera a su programa sugiriéndole que lo hiciera. DeGeneres lo vio por primera vez el 11 de mayo de 2010. Por ese motivo, la conductora explica que nombró a su nuevo sello discográfico "Eleveneleven". Además, afirma: "porque el 11 es el número de Greyson en su jersey de fútbol".
En la tarde del 11 de mayo, Yahoo Music informó: "Al escribir estas líneas, el vídeo ha recibido más de 36.000 mil vistas hasta ahora y él incluso ha sido invitado a realizar una presentación en The Ellen DeGeneres Show".
El 12 de mayo del 2010 Greyson Chance grabó una entrevista y la interpretación de Paparazzi en The Ellen DeGeneres Show en Los Ángeles, y fue emitido el 13 de mayo. Durante la entrevista, Chance recibió una llamada telefónica de Lady Gaga, que el afirma es su "verdadera inspiración". Esta primera aparición en el show fue seguida por una segunda, el 26 de mayo de 2010, oportunidad en la que canta su canción original "Broken hearts" y recibe un premio de $ 10,000.00 por ganar el concurso "Ellen's Wonderful Web of Wonderment", además de un nuevo piano Yamaha y es anunciado como el primer artista en firmar con el nuevo sello discográfico "Eleveneleven Records" de Ellen DeGeneres.
En la mañana del 11 de mayo del 2010, el video de "Paparazzi" fue compartido por RyanSeacrest.com, que dijo haber encontrado el video vía BuzzFeed, un sitio web que intenta predecir memes virales emergentes en internet.  Más tarde ese mismo día, TVGuide, The Huffington Post, y el videoblog de Yahoo! Music, Video Ga Ga, también publicaron artículos compartiendo el video; "TVGuide" mencionó en su artículo que la primera página de admiradores de Chance se abrió. Esa tarde, Ryan Seacrest y DeGeneres publicaron en video en su Twitter, así como la celebridad Ashton Kutcher esa tarde.

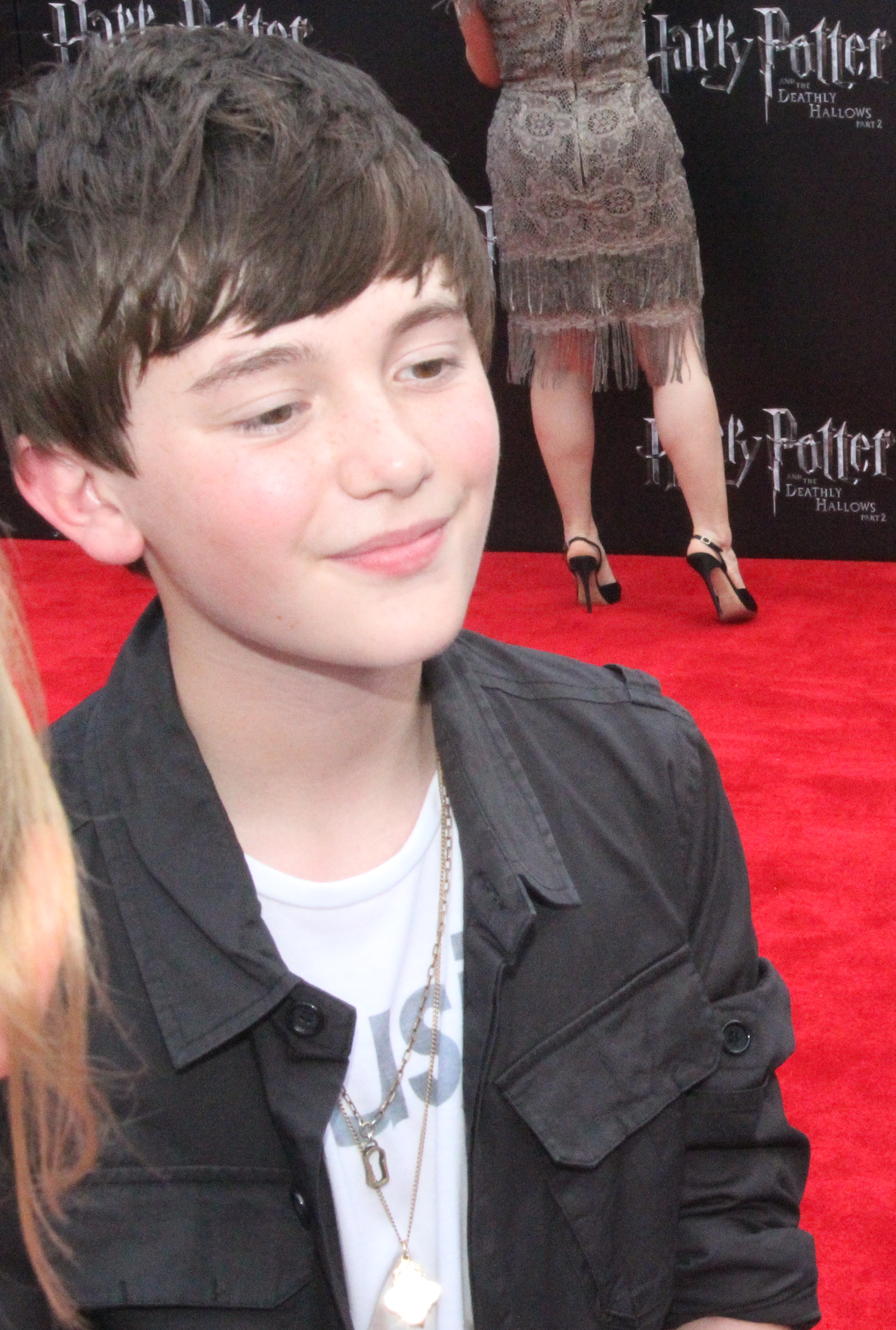
Greyson Chance en 2011

El 12 de mayo del 2010,  El anuncio de la aparición de Chance, en The Ellen DeGeneres Show, fue transmitido en diferentes momentos en los EE. UU. y publicado en su página web. The Wall Street Journal y Los Angeles Times entre otros medios de comunicación, publicado artículos sobre el vídeo y anunciando la inminente aparición. Esa tarde, ABC World News transmitió un reporte de Chance el cual dijo que la historia golpeó ABC News como parte Billy Elliot y parte Glee. " También esa tarde, Guy Oseary, un mánager de entretenimiento basado en Los Ángeles cuyos clientes incluyen a Madonna, Demi Moore, y Ashton Kutcher, recomendó el video de "Paparazzi" en Twitter.'
El 13 de mayo, la aparición de Chance en The Ellen DeGeneres Show fue transmitido, y los principales medios, incluyendo CBS y People,
informaron en los medios sobre la aparición. Esa mañana, Ryan Seacrest publicó otro enlace en Twitter. esta vez sobre el video de Chance en el show. No solo ha recibido atención de DeGeneres y Seacrest, también, el 14 de mayo el cantautor y compositor David Archuleta vinculó el video en Twitter alegando que Greyson "es talentoso".
El 15 de mayo, Chance creó su página oficial de MySpace y una cuenta de Twitter. El mismo día, Crazed Hits, una industria musical "tip-sheet" dirigido por Alex Wilhelm, sin citar fuentes, reportó que Chance firmó con Interscope Records. El mismo día, NewsOK publicó un video, "Tres Cosas Que Debes Saber Acerca de Greyson Michael Chance", un artículo en el que el padre de Greyson Chance, fue citado diciendo que la familia pasaría el fin de semana como querían proceder antes de firmas cualquier contrato.
El 18 de mayo New York Post informó sobre el acuerdo con Interscope Records, citando a la hermana y el padre de Chance como una confirmación de la transacción; The Post también informó que las llamadas realizadas a la escuela de Chance se hacía referencia a Guy Oseary. El 25 de mayo, Ellen DeGeneres anunció que había formado un sello discográfico llamado eleveneleven y Chance fue su primer artista. Guy Oseary, quien maneja la carrera de Madonna, y Troy Carter, quien maneja la carrera de Lady Gaga, sería codirectores de la carrera de Greyson Chance, pero ninguna asociación con un sello discográfico importante se ha finalizado.
La cronología de los hechos se ha traducido en el análisis de los medios de comunicación del fenómeno de la comercialización por separado de elementos musicales o biográficos. El 15 de mayo, The Christian Science Monitor publicó un artículo de la escritora Gloria Goodale; citando la rápida subida de Chance a la atención de los medios y el establecimiento de varios sitios web oficiales y de fanes de Chance, así como las preocupaciones planteadas por analistas de la industria de la música, como Jeff Snyder, sobre la calidad del propio vídeo, Goodale preguntó "si hay un lado de grandes medios detrás de Greyson Michael Chance". El 18 de mayo, Goodale siguió el suceso con un segundo artículo se centra en la "era de la manipulación de los medios" moderna, que se presentó diciendo: "Informes hasta ahora sugieren que el video de YouTube de Greyson Chance es de legítimo."
Ese mismo día, ITN News publicó un reportaje en video a su canal de YouTube, en el que muchas de las mismas preguntas fueron planteadas; destacando los aspectos del video "Paparazzi" de Chance, un analista de la industria de medios Alan Stevens, señaló la creciente incapacidad dentro de nuestra cultura mediática moderna de distinguir entre los vídeos que se producen por los aficionados y los vídeos que se producen por los profesionales, pero los hicieron parecer originalmente amateur.
Su primer sencillo "Waiting Outside the Lines" fue lanzado en iTunes el 26 de octubre de 2010. Fue lanzado digitalmente en el Reino Unido el 9 de diciembre. El sencillo también contenía una versión de estudio de su cover "Paparazzi" de Lady Gaga. A principios de diciembre de 2010 visitó París y Londres, apareciendo en las estaciones de radio locales y dando conciertos privados en ambas ciudades.

### Carrera
El 5 de febrero del 2011, Greyson Chance entró en el centro de atención nacional de nuevo con una aparición/interpretación de "Waiting Outside The Lines" en el Early Show de CBS, mientras está en Nueva York en su gira con Miranda Cosgrove.
El 17 de mayo, lanza su nuevo sencillo "Unfriend You" en iTunes y realizó el video musical con la cantante estadounidense Ariana Grande, el cual se lanzó el 30 de junio en YouTube y VEVO.
El 9 de abril inició el tour estadounidense Waiting 4U Tour con el cantante australiano Cody Simpson en Ilvis, Utah y finalizó el 18 de mayo en Portland, Oregón, el tour contó con 28 shows en Estados Unidos. La gira fue lanzada para promover el debut del EP de Cody Simpson, "4U" (2010), y para promocionar a Chance, el 23 de mayo, Chance visitó The Ellen DeGeneres Show para estrenar su nuevo sencillo, "Unfriend You". Después de la actuación, Greyson reveló una fecha de lanzamiento sólida para su próximo álbum debut, Hold On 'til the Night, que fue lanzado el 2 de agosto de 2011.
En noviembre de 2011, Greyson emprendió una gira por el sudeste de Asia para promover su álbum, que acababa de ser lanzado en la región. A partir de Kuala Lumpur, Malasia, donde además de una actuación de exhibición, fue invitado a actuar en el "Malaysian Music Industry Awards" de "Anugerah Industri Muzik" (el primer artista extranjero invitado desde 1999) con la cantante malaya Najwa Latif, Chance también dio presentaciones en Singapur; Kota Kinabalu (Borneo, Malasia); Manila, Filipinas; y Yakarta, Indonesia. En marzo de 2012, Greyson regresó a Asia, esta vez con su banda acompañante, y dio conciertos completos en Kuala Lumpur, Singapur, Yakarta y Manila, antes dio conciertos sin la banda en una gira promocional en Taiwán, Hong Kong y Bangkok, Tailandia. A principios de julio, estaba de vuelta en la región para las apariciones promocionales y de televisión en Hong Kong y Changsha. En agosto se presentó en los premios de MTV, "CCTV Mandarin Music Awards" en Pekín, y ganó el premio al "Nuevo Artista Internacional Más Popular del Año." y en noviembre de 2012, después de lanzar su nuevo EP, Truth Be Told part 1, regresó de nuevo a Asia para una gira promocional. A partir de Kota Kinabalu (Borneo, Malasia), Kuala Lumpur, Malasia y Singapur hasta Manila, Filipinas.

### Hold On 'til the Night y Actuación
El 2 de agosto de 2011 lanza su álbum debut titulado Hold On 'til the Night, del cual previamente se desprendieron dos sencillos Waiting Outside the Lines y Unfriend You, el álbum recibió críticas positivas, en su primera semana en los Estados Unidos vendió 16.185 copias lo que hizo debutar en el puesto número 29 en la lista Billboard 200 la más importante del país, En Canadá debutó en el puesto número 67 y en Francia debutó en el puesto número 47.
En el mes de noviembre de 2011 lanza el tercer sencillo del álbum «Hold On 'til the Night» junto con una edición especial del álbum para el continente asiático.
Comenzó a actuar en la serie de Fox Broadcasting Company, Raising Hope participando en el papel de Jimmy Chance a los 14 años.

### Despido de Interscope
En los primeros días de 2013, Chance se encontraba componiendo la segunda parte de su EP, cuando recibió una llamada de su mánager que le contó que Interscope Records lo despidieron, el cantante junto relató:

«Ellos ya no creían en mí y no pensaban que yo era "económicamente" un bien para ellos en el futuro. Me partió el corazón. Me sentí traicionado personalmente y sentí que mis amigos me habían apuñalado por la espalda.».

Desde entonces se envolvió en muchos asuntos legales acerca de Interscope, pero unos meses después se resolvió. Desde entonces, Chance quedó sin disquera, además contó que entró en depresión y se aisló de la internet y televisión por semanas.
Meses después se reunió con "Bill Silva Management" y así consiguió un lugar en el sello discográfico, con el cual sigue hoy en día.
El 28 de abril del 2013, Chance anunció que firmó con "Bill Silva Management" y estaba componiendo canciones para su nuevo álbum, cuyo nombre se dio a conocer tiempo después, "Planet X", Chance anunció un año después que será lanzado en otoño del 2014 aunque no otorgó una fecha específica y cuenta que este álbum tiene un estilo muy diferente a lo que era Hold On 'til the Night, el 11 de agosto del 2014 Chance lanza lo que parece su próximo sencillo "Thrilla In Manila", la cual recibió buenas críticas de la prensa, así como de Perez Hilton, People y otras radios estadounidenses.

### Portraitsy actualidad
El 15 de marzo de 2019, Chance lanzó Portraits, su primer álbum completo desde Hold on 'Til the Night. El álbum fue lanzado por AWAL Recordings America. El año siguiente, en agosto, lanzó la canción Bad to Myself, que trata sobre sus problemas personales. Entre estos, se encuentra la anorexia. Al respecto, Chance compartió una foto en su cuenta de Instagram con una descripción en la que hablaba de sus problemas pasados, y dice que 
"Hay un cierto tabú alrededor de los desórdenes alimenticios en nuestra sociedad, y yo estoy compartiendo mi historia para, espero, hacer una grieta en ese estigma"

## Discografía

### Álbumes
| Título                                                                  | Detalles | Posiciones en Listas | Ventas                        |
| Título                                                                  | Detalles | US                   | Ventas                        |
| ----------------------------------------------------------------------- | --- | -------------------- | ----------------------------- |
| Hold On 'til the Night                                                  | - Lanzamiento: 2 de agosto de 2011 - Discográfica: eleveneleven, Maverick, Geffen, Streamline - Formatos: CD, descarga digital | 29                   | - US: 16,000 (primera semana) |
| Portraits                                                               | - Lanzamiento: 15 de marzo de 2019 - Discográfica: Greyson Chance Music, AWAL - Formatos: CD, descarga digital                 | —                    |                               |
| Palladium                                                               | - Lanzamiento: 22 de septiembre de 2022 - Discográfica: Lowly - Formatos: CD, descarga digital                                 | —                    |                               |
| "—" denota que el álbum no se lanzó o no se posicionó en ese territorio | |                      |                               |

### Extended plays
| Título                 | Detalles |
| ---------------------- | --- |
| Truth Be Told, Part 1  | - Lanzamiento: 29 de octubre de 2012 (Asia) - Discográfica: eleveneleven, Maverick, Geffen, Atom Factory - Formatos: CD, descarga digital |
| Somewhere Over My Head | - Lanzamiento: 13 de mayo de 2016 - Discográfica: Greyson Chance Music - Formatos: CD, descarga digital                                   |
| Trophies               | - Lanzamiento: 25 de junio de 2021 - Discográfica: Arista Records - Formatos: LP, descarga digital                                        |

### Sencillos

#### Como artista Principal
| Título                                                                      | Año  | Posiciones en Listas | Posiciones en Listas | Álbum                  |
| Título                                                                      | Año  | US Heat              | BEL (FL)             | Álbum                  |
| --------------------------------------------------------------------------- | ---- | -------------------- | -------------------- | ---------------------- |
| "Waiting Outside the Lines"                                                 | 2010 | 12                   | 95                   | Hold On 'til the Night |
| "Unfriend You"                                                              | 2011 | —                    | —                    | Hold On 'til the Night |
| "Hold On 'til the Night"                                                    | 2011 | —                    | —                    | Hold On 'til the Night |
| "Take a Look at Me Now"                                                     | 2012 | —                    | —                    | Hold On 'til the Night |
| "Sunshine & City Lights"                                                    | 2012 | —                    | —                    | Truth Be Told, Part 1  |
| "Thrilla In Manila"                                                         | 2014 | —                    | —                    | Sin álbum              |
| "Meridians"                                                                 | 2015 | —                    | —                    | Sin álbum              |
| "Afterlife"                                                                 | 2015 | —                    | —                    | Somewhere Over My Head |
| "Hit & Run"                                                                 | 2016 | —                    | —                    | Somewhere Over My Head |
| "Back on the Wall"                                                          | 2016 | —                    | —                    | Somewhere Over My Head |
| "London"                                                                    | 2016 | —                    | —                    | Sin álbum              |
| "Seasons"                                                                   | 2017 | —                    | —                    | Sin álbum              |
| "Low"                                                                       | 2017 | —                    | —                    | Sin álbum              |
| "Lighthouse" (con Fabian Mazur)                                             | 2018 | —                    | —                    | Sin álbum              |
| "Good as Gold"                                                              | 2018 | —                    | —                    | Sin álbum              |
| "Twenty One"                                                                | 2018 | —                    | —                    | Sin álbum              |
| "Shut Up"                                                                   | 2019 | —                    | —                    | Portraits              |
| "Yours"                                                                     | 2019 | —                    | —                    | Portraits              |
| "White Roses"                                                               | 2019 | —                    | —                    | Portraits              |
| "Boots"                                                                     | 2019 | —                    | —                    | Sin álbum              |
| "Dancing Next to Me"                                                        | 2020 | —                    | —                    | Sin álbum              |
| "Honeysuckle"                                                               | 2020 | —                    | —                    | Sin álbum              |
| "Bad to Myself"                                                             | 2020 | —                    | —                    | Sin álbum              |
| "Holy Feeling"                                                              | 2021 | —                    | —                    | Trophies               |
| "Hellboy"                                                                   | 2021 | —                    | —                    | Trophies               |
| "Nobody"                                                                    | 2021 | —                    | —                    | Trophies               |
| "Overloved"                                                                 | 2021 | —                    | —                    | Sin álbum              |
| "Palladium"                                                                 | 2022 | —                    | —                    | Palladium              |
| "Athena"                                                                    | 2022 | —                    | —                    | Palladium              |
| "Homerun Hitter"                                                            | 2022 | —                    | —                    | Palladium              |
| "—" denota que el sencillo no se lanzó o no se posicionó en ese territorio. |      |                      |                      |                        |

#### Como artista Invitado
| Título                                            | Año  |
| ------------------------------------------------- | ---- |
| "Oceans" (tyDi & Jack Novak con Greyson Chance)   | 2016 |
| "Anything" (Frank Pole con Greyson Chance)        | 2016 |
| "Earn It" (Fabian Mazur con Greyson Chance)       | 2017 |
| "Walk Away" (Sick Individuals con Greyson Chance) | 2017 |

### Sencillos Promocionales
| Título       | Año  | Álbum     |
| ------------ | ---- | --------- |
| "Timekeeper" | 2019 | Portraits |

### Music videos
| Año  | Título                      | Director                    |
| ---- | --------------------------- | --------------------------- |
| 2010 | "Waiting Outside the Lines" | Sanaa Hamri                 |
| 2011 | "Unfriend You"              | Marc Klasfeld               |
| 2011 | "Hold On 'til the Night"    | Dano Cerny, Marielle Tepper |
| 2012 | "Sunshine & City Lights"    | Clarence Fuller             |
| 2016 | "Back on the Wall"          | Rage                        |
| 2018 | "Good as Gold"              | Bobby Hannaford             |
| 2019 | "Shut Up"                   | Bobby Hannaford             |
| 2019 | "Yours"                     | Bobby Hannaford             |
| 2019 | "White Roses"               | Bobby Hannaford             |
| 2019 | "Boots"                     | Bobby Hannaford             |
| 2020 | "Dancing Next To Me"        | Edgar Daniel                |
| 2020 | "Honeysuckle"               | Rahul Chakraborty           |
| 2020 | "Bad to Myself"             | Rahul Chakraborty           |
| 2021 | "Holy Feeling"              | Bobby Hannaford             |
| 2021 | "Hellboy"                   | The Lee Family              |

### Filmografía
| Año  | Título       | Personaje    | Notas       |
| ---- | ------------ | ------------ | ----------- |
| 2011 | Raising Hope | Jimmy Chance | 3 episodios |

## Giras
- Waiting 4U Tour con Cody Simpson
- Dancing Crazy Tour con Miranda Cosgrove
- Portraits tour Portraits tour

## Premios y nominaciones
| Año  | Categoría                                               | Premio                   | Resultado | Ref.             |
| ---- | ------------------------------------------------------- | ------------------------ | --------- | ---------------- |
| 2010 | Choice web star                                         | Teen Choice Awards       | Nominado  | [cita requerida] |
| 2010 | Icon of tomorrow                                        | J-14 Teen Icon Awards    | Nominado  | [cita requerida] |
| 2010 | Teen pick: YouTube artist                               | Hollywood Teen TV Awards | Ganador   | [cita requerida] |
| 2011 | Favorite viral video star                               | People's Choice Awards   | Nominado  | [cita requerida] |
| 2012 | Most Popular New International Artist of the Year Award | CCTV/MTV Mandarin Awards | Ganador   | [cita requerida] |
| 2013 | Singer                                                  | Shorty Awards            | Ganador   | [cita requerida] |